# Vanilla barbellata
Vanilla barbellata es una especie de vainilla (familia Orchidaceae). Está distribuida en las indias occidentales y en el sur de Florida, las plántulas de esta vainilla, suelen ser terrestres y germinan en la gruesa capa del humus, a medida que crece la enredadera, las partes más viejas mueren y dejan a la orquídea epífita. Acto seguido las ramas se vuelven de color naranja que brillan en pleno sol y tienen hojas parecidas a brácteas. Suelen crecer hasta 20 cm de longitud; cada inflorescencia tiene de 1-12 flores con pétalos de color verdoso. El labio es colorido y tubular y tiene una tira central de proyecciones amarillas.
La época de la floración es entre junio y julio, en época de verano. Estas plantas crecen en árboles pero principalmente en manglares en la costa. Vanilla barbellata se encuentra en peligro de extinción en Florida.

## Hábitat
Vanilla barbellata crece en formación de hoja perenne seca en lugares como bosques arbolados, o arbustos. Esta vainilla, crece en las agrupaciones de islas centrales en el archipiélago de las Bahamas y en la región del Caribe.

## Otros Usos
Vanilla barbellata se ha utilizado en gran parte de las Bahamas, el Caribe y Florida, con el fin de fortalecer y suavizar los tés, y actualmente, todas las poblaciones de Vanilla barbellata en Florida, se encuentran en áreas gestionadas(?).